# Alba Rosa Viëtor
Alba Rosa Viëtor (Milaan, 18 juli 1889 – 15 april 1979) was een Italiaanse violiste en componiste.

## Levensloop

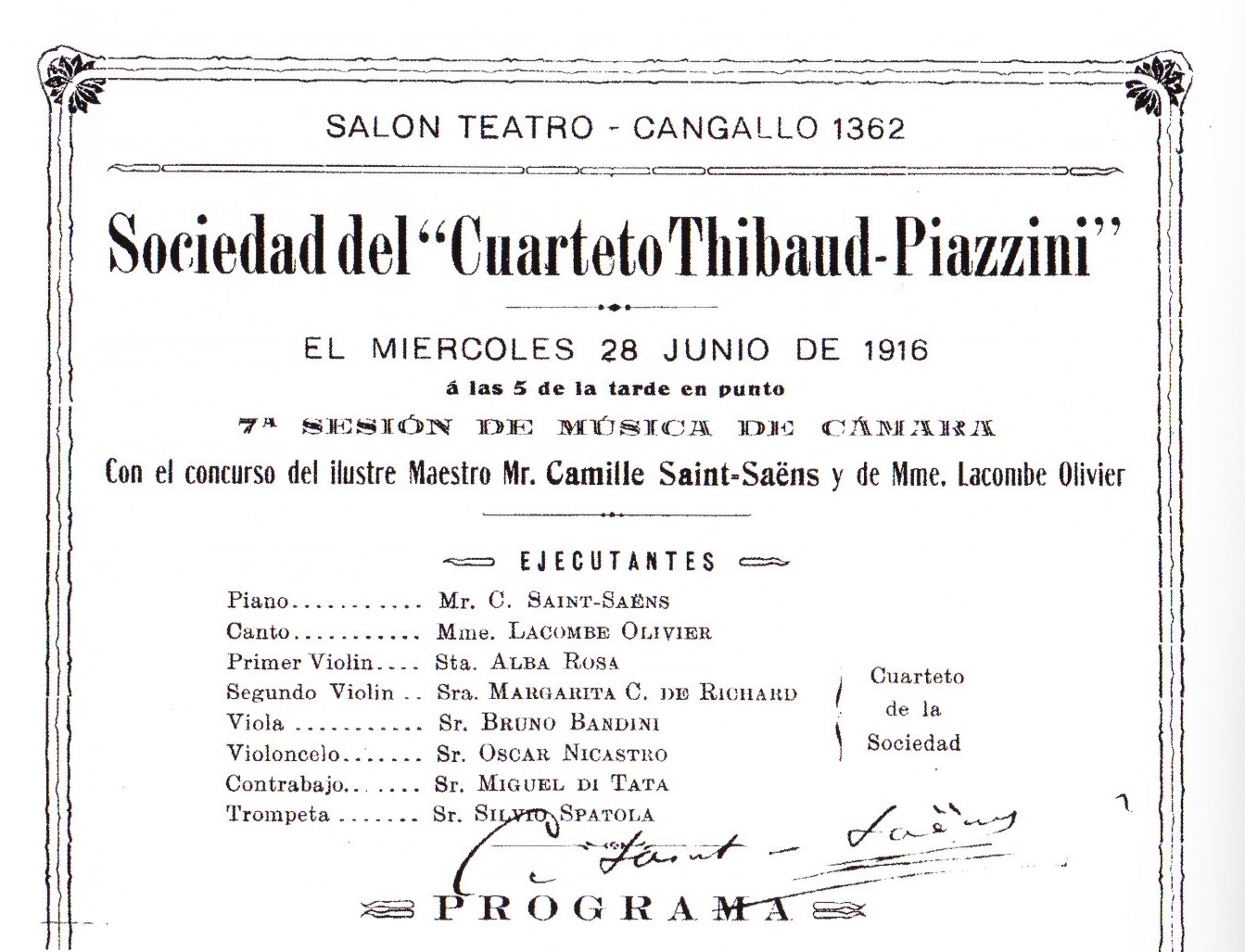
Alba Rosa Viëtor speelde met Saint Saëns in Argentinië

Viëtor groeide op in Milaan, waar zij op haar 8e werd toegelaten tot het Conservatorio Giuseppe Verdi (Milaan). Zij was toen de jongste leerling die ooit toegelaten was. Op 14-jarige leeftijd zette zij haar studie voort in Brussel, na een kort verblijf in Uruguay. Hier studeerde zij bij de violist César Thomson en later in Wenen bij de ontwikkelaar van de methode-Sevcik, Otakar Ševčík. Een van zijn beroemdste leerlingen was Jan Kubelík, die haar mentor zou worden en aan wie ze haar Elegie opdroeg.
In 1919 vestigde zij zich definitief in haar nieuwe vaderland de Verenigde Staten en trouwde daar met de Nederlandse zakenman Jan Freseman Viëtor van wie zij later scheidde.
Na een carrière als violiste - in 1916 speelde zij nog met Camille Saint-Saëns aan de piano in Argentinië - besloot zij die te beëindigen en zich volledig toe te leggen op het componeren.
Na haar scheiding werd Alba Rosa als een van de weinige vrouwen lid van het gezelschap van Amerikaanse componisten. Belangrijke Amerikaanse orkesten en solisten hebben haar werken uitgevoerd en zij stond op het programma met componisten als Charles Ives, Aaron Copland en John Philip Sousa.
Haar werk is qua vorm meer negentiende- dan twintigste-eeuws. Het belangrijkste element dat de muziek van Alba Rosa Viëtor domineert is echter niet de vorm, maar de stemming die zij wil overbrengen. Lawrence A. Johnson noemt bijvoorbeeld een van haar bekendste werken, het gedicht Primavera Lombarda (Springtime in Lombardy).
Na haar dood in 1979 raakten haar composities in de vergetelheid. Door het initiatief van haar zoon Hendrik Viëtor om de composities van zijn moeder te digitaliseren, worden haar composities sinds 2010 weer regelmatiger uitgevoerd.

## Lijst van composities
Hieronder volgt een thematisch-chronologische lijst van composities van Alba Rosa Viëtor.

### Pianowerken
- Capriccio (1914)
- Piccolo danza (1914)
- Gavotte rococo (1916)
- Tema fugato (1916)
- Valse lente (1916)
- Studio (etude) (1917)
- Allegro appassionato (1918)
- Barcarola (a Jan) (1918)
- Eileen’s refrain (1935)
- Indian dance (1935)
- Calma (1936)
- Nocturne (1936)

- Tin soldiers (1936)
- Truitje danst op klompies (1936)
- Scherzo (1937)
- Incertezza (1939)
- Danse grotesque (1946)
- Sonata (1948)
- Variations on London Bridge (1950)
- Plainte chromatique I+II (1951)
- Playground (1951)
- Preludio (1951)
- The Blue Bird Suite (1951)

- Valse fantastique (1951)
- Five sketches (1953)
- Children singing (1965)
- Making money (1965)
- Dreams (1965)
- Billy’s prayer (1966)
- Frolics (1966)
- Richiamo (1972)
- Pezzi (1973)
- Little suite  (1976)
- Dialogue (1977)

### Werken voor piano en viool
- Giuochi (1916)
- Sonata (1937)
- Valse romantique (1939)
- Canzonetta (1939)
- Elegie (1941)
- Rhapsody (1952)

### Kamermuziek en overig
- Quintetto in la minore (1940) voor piano en strijkkwartet
- Duetto fugato all’antica (1950) voor twee piano’s
- Intermezzo (1952) voor strijkkwintet
- Little suite (1952) voor pianotrio
- Evening bells (1956) voor carillon
- Chimes at dusk (1956) voor viool en altviool
- Four [humoristic] sketches (1957), voor pianotrio
- Little poem (1958) voor piano en strijkkwintet
- Recitativo (1959) voor strijkkwintet
- Danza Antica (1960) voor dwarsfluit, klarinet, piano, percussie en strijkkwartet

- Serenade in pre-modern style (1961) voor pauken, harp en twee violen
- Duet (1962) voor dwarsfluit en klarinet
- Toddler at play (1966) voor piano, dwarsfluit, viool en percussie
- Billy’s prayer (1967) voor dwarsfluit, klarinet en fagot en strijktrio
- Four pieces (1968) voor twee instrumenten
- Suite (1969)  voor piano, dwarsfluit, viool en cello
- Ritornello (1976) voor piano en hobo
- Tarantella (1976) voor piano en hobo
- Popolino (1979) voor piano en klarinet

### Orkestwerken
- Primavera Lombarda (1949)
- Mediolanum (1950)
- The bird suite (1951)
- Symphonietta (1959)
- Ballet suite (tabloid) (1960)
- Five symphonic sketches (1962)

### Vocale werken
- To a violinist (1940)
- Wall street (1940)
- High flight (1941)
- Virgilian spring (1941)
- Invocation (1945)
- Forget me not (1945)
- Dedication (1945)

- Chiusa (longing) (1947)
- Rimpianto (1947)
- Malia (1955)
- To my darling (1957)
- The meadow lark (1958)
- Nostalgia (1959)
- Little refrain (1960)

- Two choral songs (1961)
- My birthday song (1962)
- L’orgoglio (1963)
- Rhythm song (1963)
- Goodbye to Naples (1967)
- Two poems (1973)

### Populaire werken voor piano
- Valse de salon (1936)
- Tango habernera (1949)
- Noche de verano (tango) (1949)
- Paraphrase on “South Pacific” (1949)